# Павильоны Аничкова дворца
Павильоны Аничкова дворца — памятник архитектуры. Расположены в Санкт-Петербурге, современный адрес — Невский проспект, 39 и 39Е, площадь Островского.

## История
Были построены во время реконструкции Аничковой усадьбы, проведённой в 1816—1818 годах по проекту Карла Росси, к западу от дворца. Главными фасадами одноэтажные павильоны обращены на Екатерининский сквер, причём павильоны создают границы дворцового участка и придают его западному фасаду значение лицевого. Павильоны соединены металлической решёткой, украшенной золочёными орлами.
В центре каждого павильона — зал с полукруглым выступом в сторону сада. На входных лестницах павильонов предположительно в 1830—1840-е годы установлены вазы.
Павильоны украшены фигурами витязей, символизирующих народ-победитель в Отечественной войне 1812 года, и лепными барельефами, сделанными по моделям Степана Пименова. Полукруглая часть внутри отделена от основного прямоугольного помещения четырьмя ионическими колоннами, стены украшены полуколоннами того же ордера, кроме того, на стенах расположены аллегорические барельефы. В ионический ордер вплетены растительные элементы и узоры, окна арочные. Высота павильонов — 9,3 м, длина — 20,7. У крыш два ската и люки-выходы, дверной проём расположен со стороны сада. Во второй половине XIX века в павильонах были сделаны дополнительные окна и двери. В оформлении видно влияние Нарвских триумфальных ворот Джакомо Кваренги.
В павильонах хранился арсенал Аничкова дворца — коллекция иностранных и российских знамён, образцов вооружения до 1849 года, выше тысячи единиц холодного оружия. В северном павильоне в 1900 году Валентин Серов писал портрет Николая II. После революции коллекция перешла Музею города.
Зимой 1942 года в северном павильоне был расположен морг, с мая в нём снова находились детские кружки.
После 1967 года северный павильон использовался кружком биологов, также в нём проходили шахматные турниры, в южном проходили временные выставки. Южный павильон с 1990-х годов арендует корпорация S, после войны и до 1967 года в нём работал ресторан «Метрополь».
В августе 1997 года в Северном павильоне открылся модный бутик «Версаче», один из первых монобрендовых бутиков Санкт-Петербурга. Здание было выбрано самим Джанни Версаче и отреставрировано за счёт итальянской компании. Аренда истекла в 2010 году, с 2012 года в павильоне располагается Юношеский Клуб Общественных Наук; в период с 2012 по 2017 год в павильоне проходила реставрация.
Изначально все строения ансамбля площади были окрашены в светло-серый цвет с белыми архитектурными деталями и скульптурами, покрашенными под бронзу; павильоны сохранили изначальную окраску, в отличие от многих прочих зданий ансамбля.
В единый комплекс со зданием Публичной библиотеки павильоны объединены высотой, которая соответствует высоте её первого этажа.

## Галерея

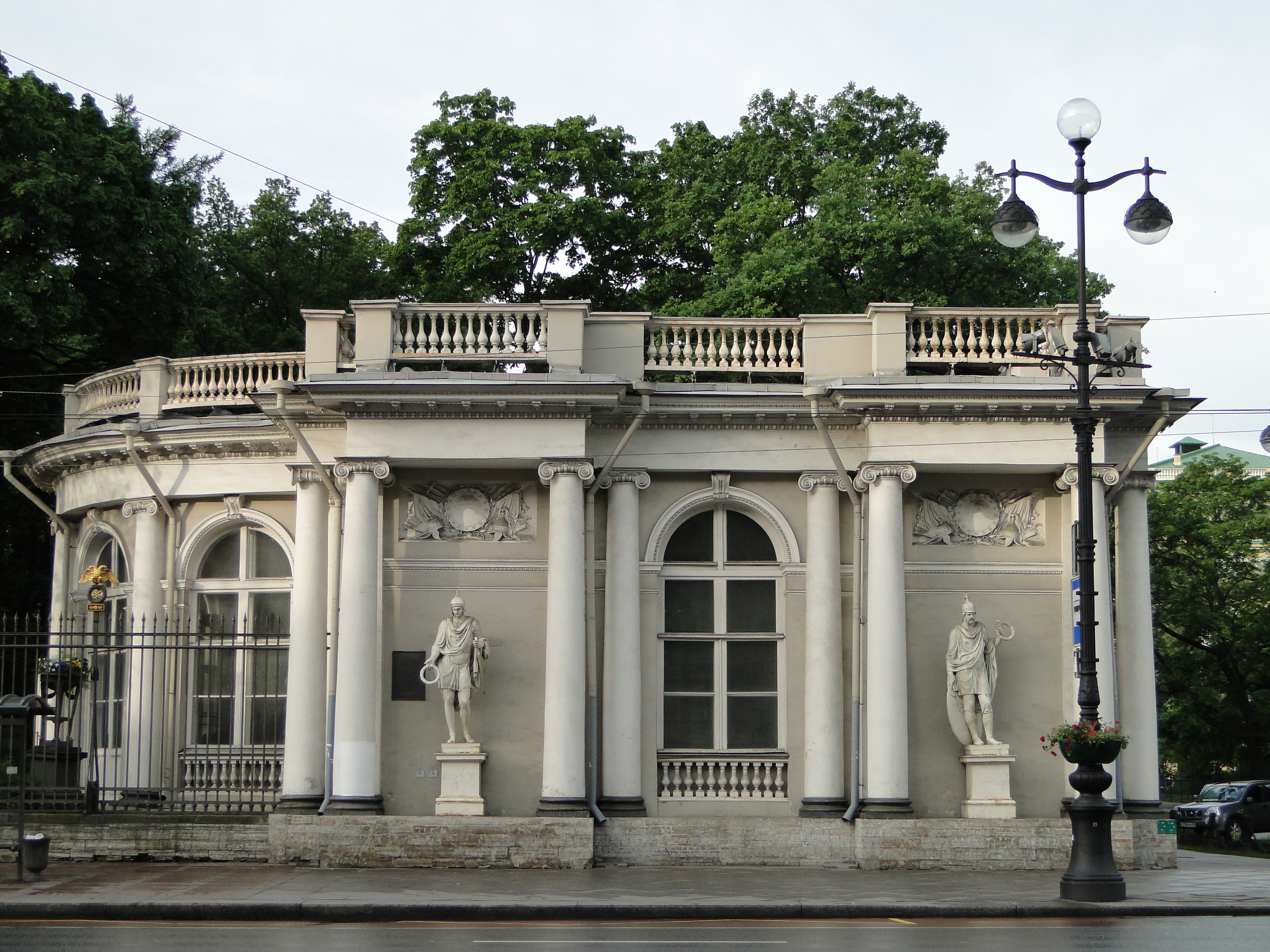
Северный павильон со стороны Невского проспекта
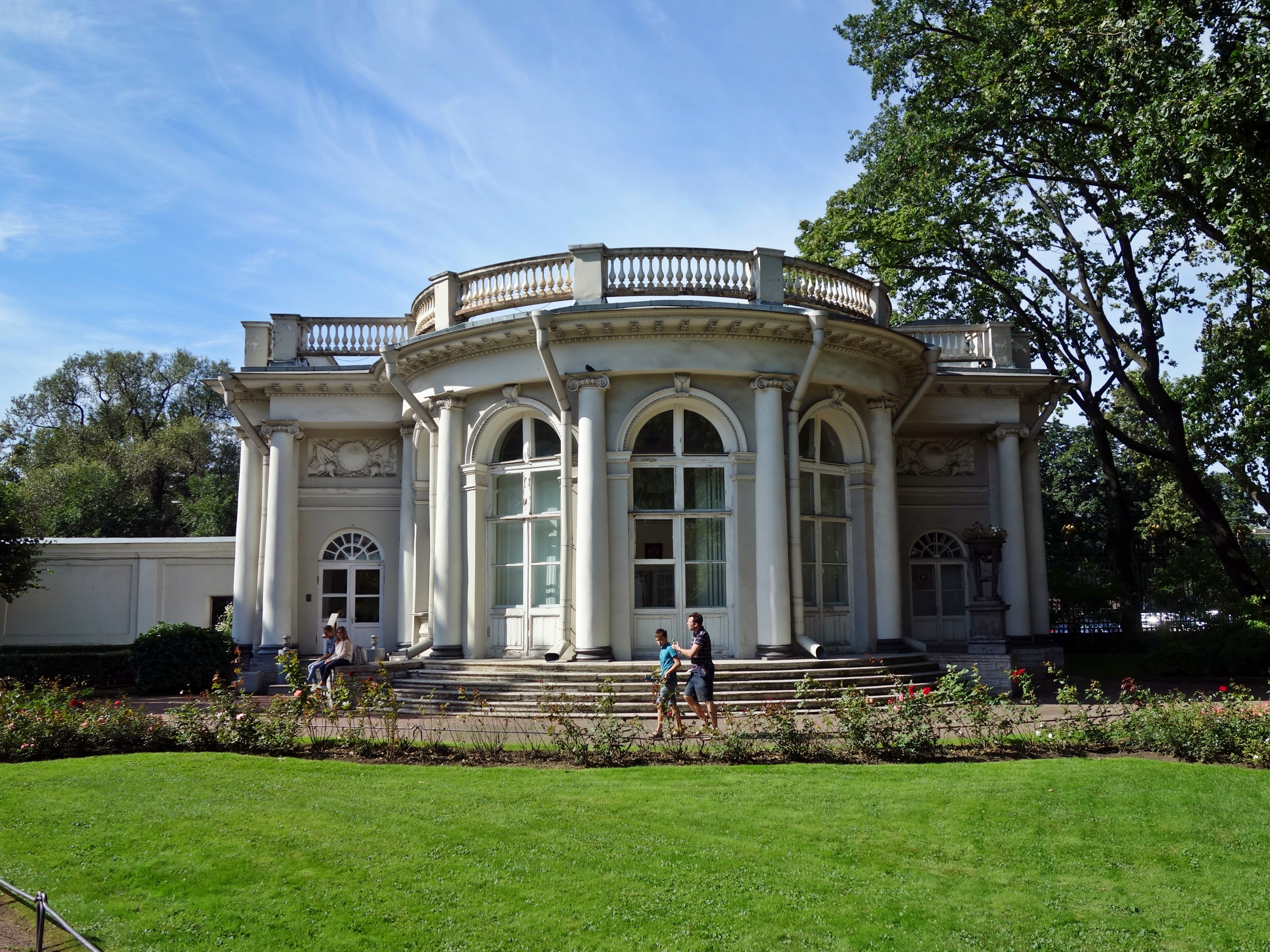
Южный павильон со стороны сада
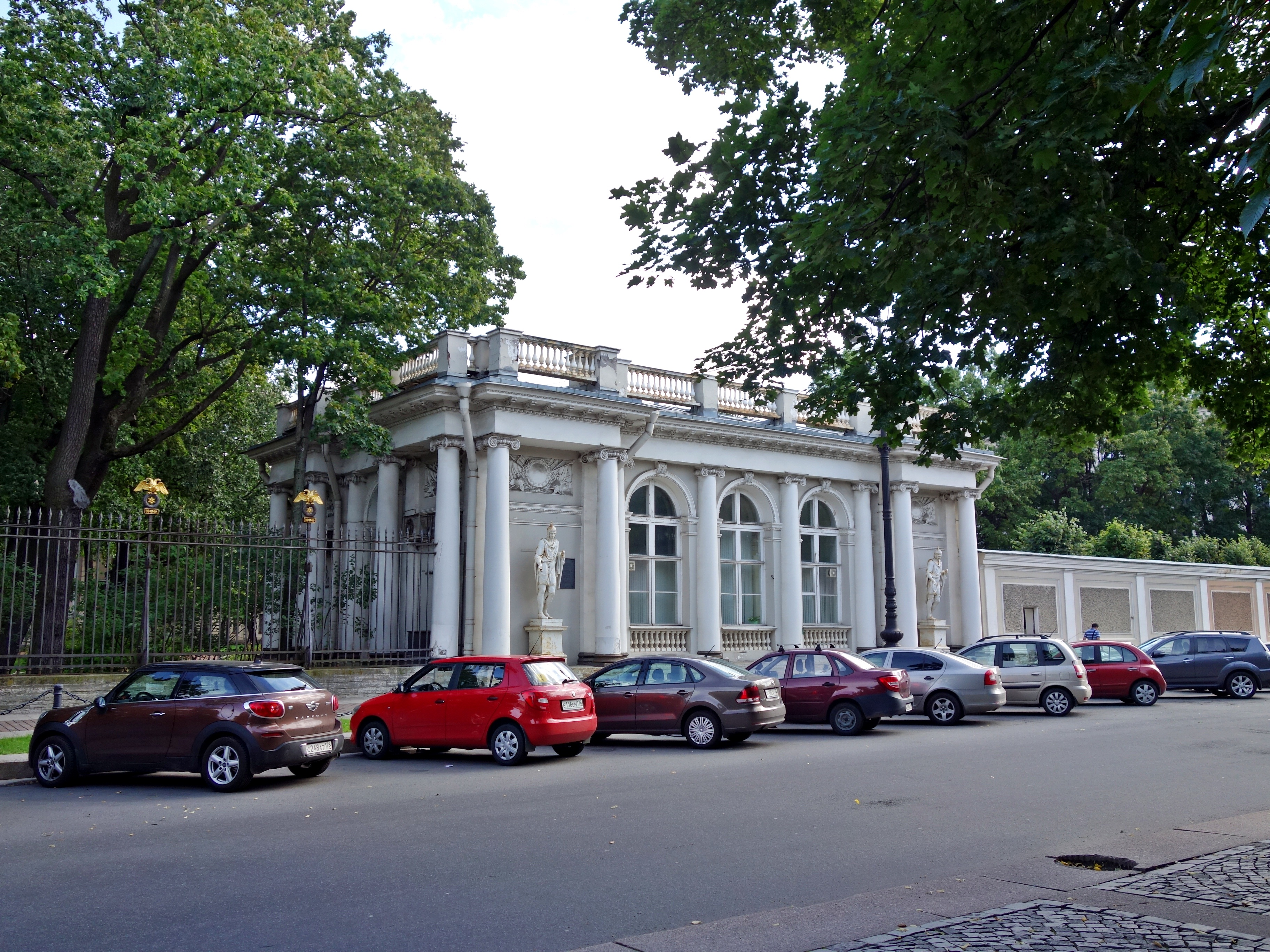
Южный павильон со стороны площади
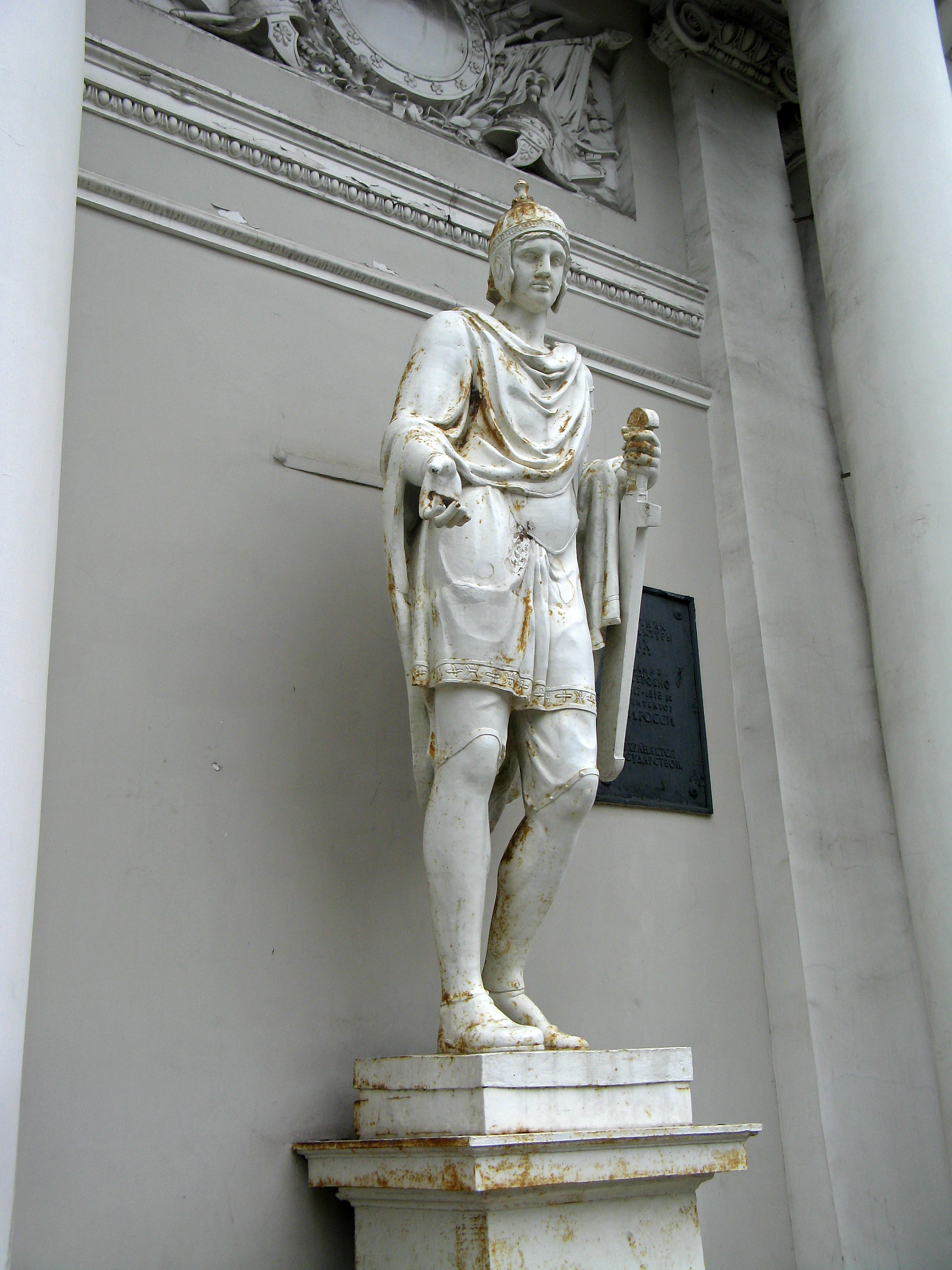
Статуя, Южный павильон
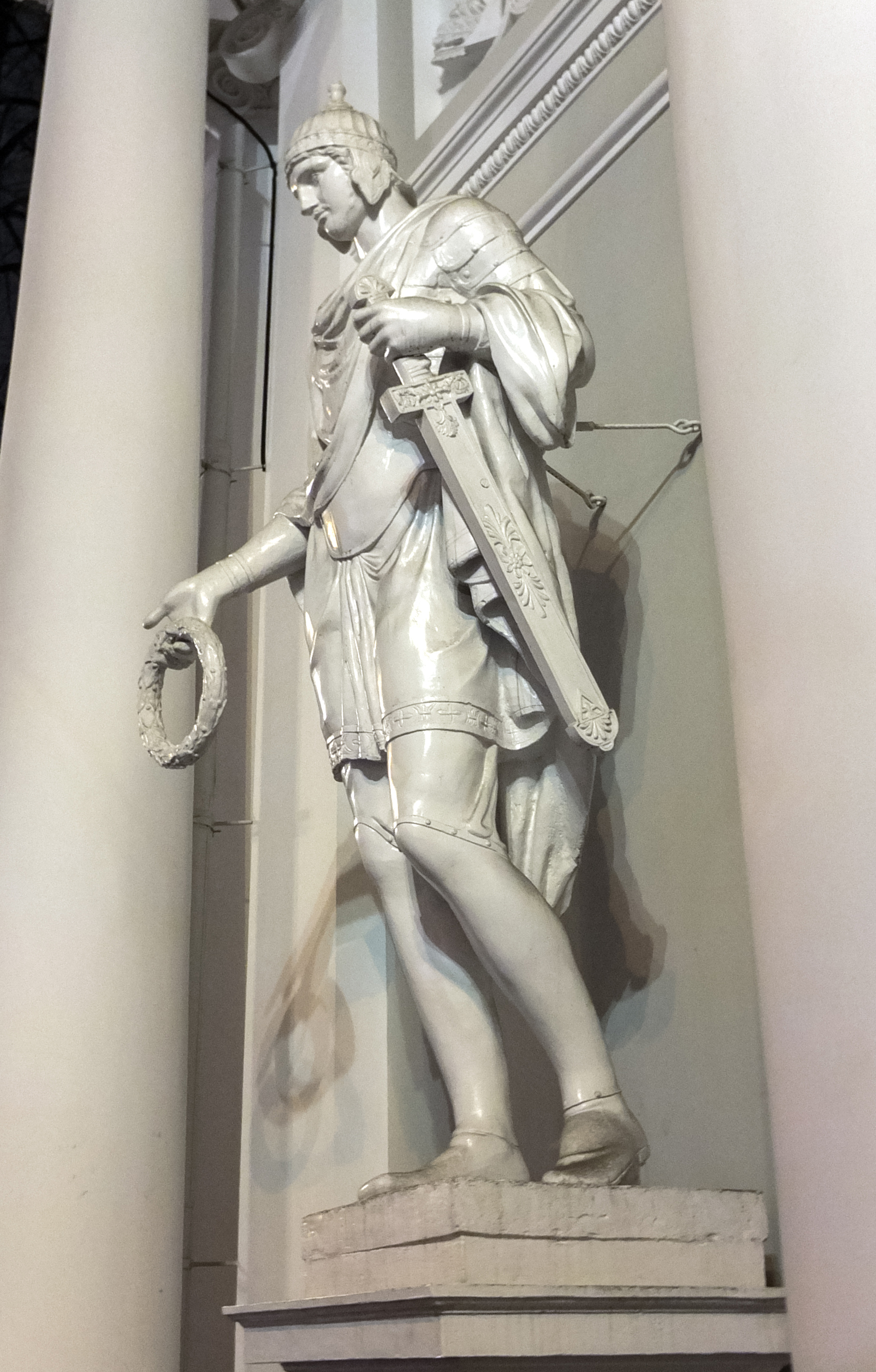
Та же фигура, Северный павильон
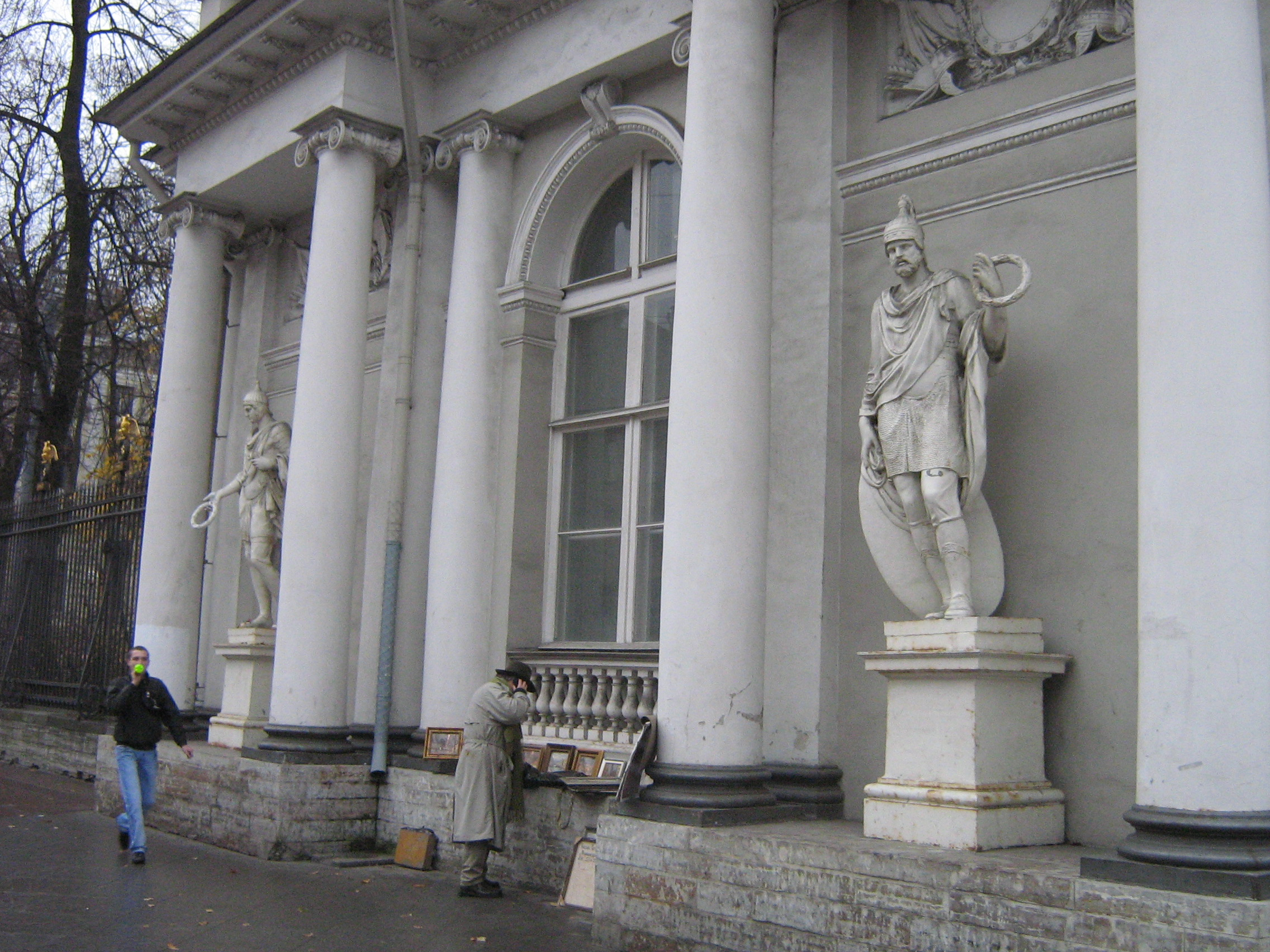
Статуя и продажа картин с рук, Южный павильон